# Víctor Pujol
Víctor Pujol Sala (nacido el 4 de octubre de 1967 en Barcelona, Cataluña) es un exjugador de hockey sobre hierba español. Su logro más significativo fue una medalla de plata en los juegos olímpicos de Atlanta 1996. 

## Participaciones en Juegos Olímpicos
- Barcelona 1992, puesto 5.
- Atlanta 1996, medalla de plata.